# Així és la vida
Així és la vida (títol original en anglès: That's Life!) és una pel·lícula estatunidenca dirigida per Blake Edwards i estrenada el 1986. Ha estat doblada al català.
La pel·lícula va ser feta de forma independent, Edwards hi hagué d'invertir gran part dels seus estalvis, i va ser distribuïda per Columbia Pictures. Encara que Columbia va distribuir la pel·lícula, Artisan Entertainment té els drets per les còpies en DVD.
La pel·lícula fins i tot va ser rodada a la casa de la platja d'Edwards i la seva dona Julie Andrews que tenien a Malibu, Califòrnia i presenta la seva pròpia família en papers petits, incloent-hi les seves dues filles. Chris Lemmon, el fill de Jack Lemmon interpreta el personatge del fill (Josh), mentre la seva muller Felicia Farr fa un cameo com a endevina.
A causa de l'estatus independent de la pel·lícula, molts papers i personal de l'equip es van pagar per sota de l'establert pel sindicat, acabant a l'American Society of Cinematographers, i en particular posant piquets davant de la pel·lícula durant la producció i traient un anunci a la revista Variety com a protesta. Com a resultat, el director de fotografia de la pel·lícula Harry Stradling Jr., va ser forçat a deixar la pel·lícula i va ser posteriorment reemplaçat per Anthony Richmond, un director britànic.

## Argument
Harvey i Gillian Fairchild s'enfronten a un cap de setmana molt difícil. Harvey, que celebra el seu 60è aniversari, s'estressa i es deprimeix. Gillian està esperant els resultats d'una biòpsia de gola. Les seves vides són més complicades pels seus tres fills, un veí excèntric, un endeví, i un sacerdot alcohòlic.

## Repartiment
- Jack Lemmon - Harvey Fairchild
- Julie Andrews - Gillian Fairchild
- Sally Kellerman - Holly Parrish
- Robert Loggia - Father Baragone
- Jennifer Edwards - Megan Fairchild Bartlet
- Robert Knepper - Steve Larwin
- Matt Lattanzi - Larry Bartlet
- Chris Lemmon - Josh Fairchild
- Cynthia Sikes - Janice Kern
- Dana Sparks - Fanny Ward
- Emma Walton - Kate Fairchild
- Felicia Farr - Madame Carrie
- Theodore Wilson - Corey
- Nicky Blair - Andre
- Jordan Christopher - Dr. Keith Romanis
- Biff Elliot - Belmont
- Hal Riddle - Phil Carlson
- Harold Harris - Harold
- Sherry P. Sievert - Receptionista
- Joe Lopes - Bend Leader
- James Umphlett – Convidat a la festa
- Frann Bradford - Convidat a la festa
- Jess G. Henecke - Jesse Grant
- Lisa Kingston - Lisa
- Ken Gehrig – Home a E.R
- Donna McMullen – Dona a E.R
- Scott L. McKenna - Anestesiologista
- Dr. Charles Schneider - Dr. Gerald Spelner
- Cora Bryant - Histotecnologista
- Robin Foster - Histotechnologista
- Eddie Vail - Surfista
- Deborah Figuly - Surfista
- Ernie Anderson – Locutor TV
- Harry Birrell – Locutor Radio
- Chutney Walton - Chutney
- Honey Edwards - Honey

## Nominacions
1987
- Oscar a la millor música original per Henry Mancini
- Globus d'Or a la millor actriu musical o còmica per Julie Andrews
- Globus d'Or al millor actor musical o còmic per Jack Lemmon
- Globus d'Or a la millor banda sonora original per Henry Mancini